# گلاساو
گلاساو (به آلمانی: Glasau) یک شهر در آلمان است که در زگه‌برگ واقع شده‌است. گلاساو ۹۶۸ نفر جمعیت دارد.